# Motril
Motril város Spanyolországban, Granada tartományban. Motril Salobreña, Vélez de Benaudalla, Lújar, Gualchos és Torrenueva Costa községekkel határos. Lakosainak száma 59 632 fő (2024).

## Népesség
A település népessége az elmúlt években az alábbi módon változott:
| Lakosok száma | 50 812 | 55 078 | 57 895 | 60 279 | 60 887 | 60 870 | 60 368 | 58 020 | 58 545 | 59 632 |
|               | 2001   | 2004   | 2006   | 2009   | 2011   | 2014   | 2016   | 2019   | 2021   | 2024   |